# Xarxa de Ràdios Comunitàries de Barcelona
La Xarxa de Ràdios Comunitàries de Barcelona (XRCB) és una plataforma digital per a ràdio, podcasting i streaming de codi obert pensat per al bé comú.
Es tracta d'un projecte públic-comunitari, no comercial, dissenyat i gestionat per la comunitat guifi.net / exo.cat de Barcelona amb el suport del programa 'Cultura Viva'. Una comunitat de ràdios de diferents dimensions i temàtiques, que es donen suport entre elles, alimentant-se dels continguts de totes les ràdios que formen part de la xarxa. A més, s'ajuden entre elles amb recursos i infraestructures comunes. Així, compten amb un estudi físic per experimentar i produir continguts radiofònics. Es tracta de Ràdio Fabra, ubicat a la fàbrica de creació Fabra i Coats.
El projecte es va impulsar el desembre de 2018 amb la incorporació de 13 emissores a la Xarxa de Ràdios Comunitàries de Barcelona. Concretament, es va presentar el 4 de desembre d'aquell any en un acte per donar a conèixer la plataforma web de la xarxa.
El març del 2019 es produeix la primera trobada de totes les emisores de la Xarxa de Ràdios Comunitàries de Barcelona. Les ràdios que in inoiciaren el rpojecte foren la Boca Radio, D9Ràdio, Dublab.es, La Comunitaria, Ona de Sants-Montjuïc 94.6FM, Radio Bzzzbip, Radio CAVAret, Radio Fabra, Radio MACBA, Radio Pájaros, Radio Ciutat Vella, Radiactivos i ScannerFM. Posteriorment, s'anaren afegint altres emisores.